# Eustache Le Clerc de Lesseville
Eustache Le Clerc de Lesseville, (né à Paris en  1614 et mort à Paris le  8 décembre 1665), est un ecclésiastique qui fut évêque de Coutances  de 1658 à sa mort.

## Biographie
Eustache est le fils cadet de Nicolas (II) Le Clerc de Lesseville, seigneur de Thun et d'Evecquemont et de Catherine le Boulanger. Il est avocat et docteur en droit canon et en théologie de la Sorbonne, théologal de Notre-Dame de Paris, abbé commendataire de Saint-Crépin-en-Chaye à Soissons et Bourras, chanoine-comte de Brioude. Il devient aumônier ordinaire du roi, conseiller-clerc au Parlement le 7 juillet 1645 et curé de la paroisse de Saint-Gervais de Paris. Il intervient, au début de 1653, en faveur de Nicolas Manessier, docteur de Sorbonne, nommé professeur à l'université de Caen et contesté par les jésuites.
Il est désigné le 13 septembre 1658 pour succéder à Claude Auvry qui se démet de son diocèse de Coutances. Le 13 janvier 1659, Eustache Le Clerc de Lesseville, reçoit ses bulles de confirmation et il est consacré le 23 mars  par son prédécesseur Claude Auvry. Il soutient François de La Luthumière, fondateur et supérieur du séminaire de Valognes, lors des polémiques suscitées à ce dernier, en raison de ses relations avec les théologiens de Port-Royal. Pendant son épiscopat, en 1662, son diocèse voit s'implanter une nouvelle congrégation religieuse, celle des Augustines Hospitalières à Vire.
Eustache de Lesseville meurt à Paris, le 3 décembre 1665, pendant l'Assemblée générale du clergé et il est inhumé au cimetière du  couvent des Grands-Augustins de Paris. En 1666, le siège de Coutances est proposé de nouveau à Claude Auvry, qui le refuse, avant d'être attribué à Charles-François de Loménie de Brienne.